# Frei Lorrane Clementino

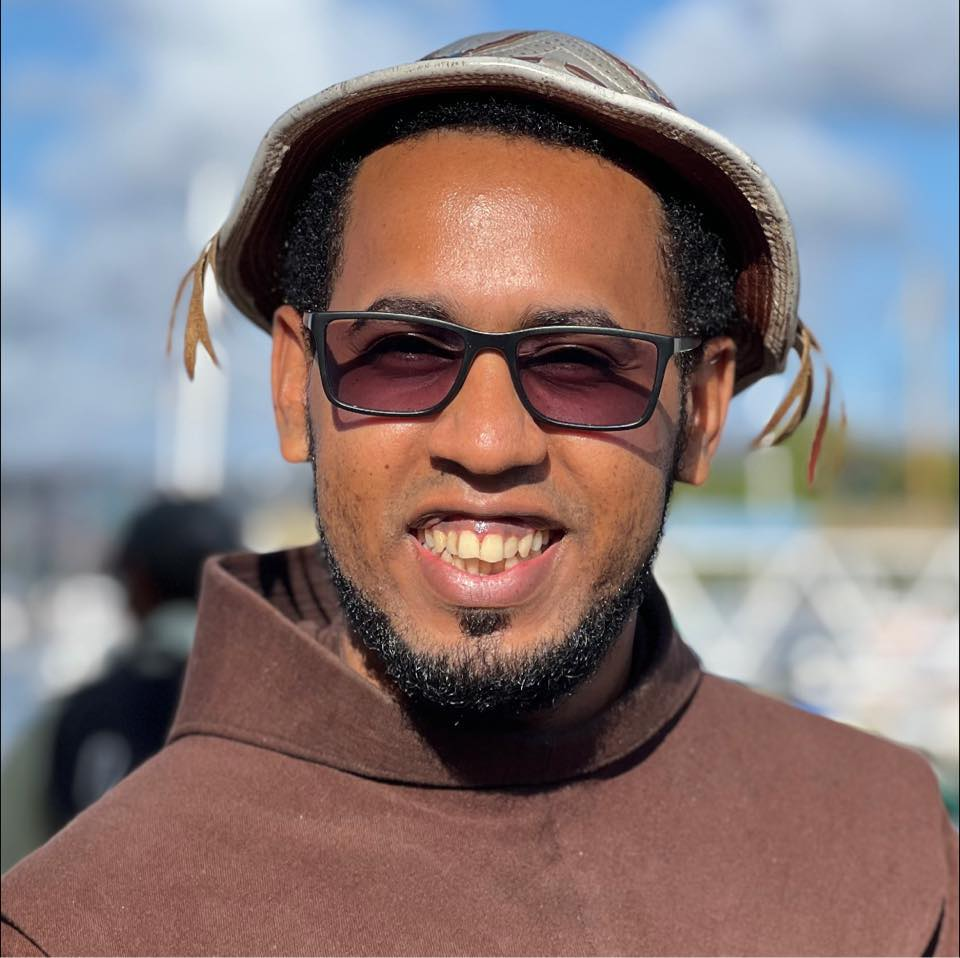
Frei Lorrane em 2023

Frei Flávio Lorrane Clementino de Almeida (Triunfo, 25 de agosto de 1993) é um frade franciscano brasileiro da Ordem dos Frades Menores (OFM). Ingressou na Ordem em 2014 e professou seus votos solenes em 17 de dezembro de 2023, em sua cidade natal. É bacharel em Teologia pela Faculdade Católica de Fortaleza e estudante de Jornalismo pelo Centro Universitário Jorge Amado. Conhecido por sua atuação social e defesa dos direitos humanos, especialmente em favor de populações vulneráveis, Frei Lorrane também se destaca por sua presença ativa nas redes sociais e por seu trabalho missionário no Brasil e no exterior. 
Atuou como voluntário no La 72, Casa para Migrantes, no México, auxiliando no acolhimento de refugiados. Atualmente, reside em Salvador, Bahia, onde realiza trabalhos pastorais e sociais.

## Vida Religiosa e Missão
Inspirado pelo carisma de São Francisco de Assis, Frei Lorrane busca viver uma espiritualidade voltada para a fraternidade e o serviço aos mais necessitados. Ele atua na evangelização de forma inclusiva, promovendo o acolhimento às minorias, incluindo a população LGBTQ+, e fomentando o diálogo inter-religioso. Seu trabalho se estende ao acompanhamento de grupos marginalizados e na defesa dos direitos humanos, alinhando-se aos princípios do Evangelho e da Doutrina Social da Igreja.

## Reconhecimento
Frei Lorrane tem se destacado por seu ativismo em prol de minorias e pelo uso das redes sociais para divulgar os valores franciscanos. Essa postura gerou tanto apoio quanto críticas, incluindo ataques e ameaças de setores conservadores.
Em 2021, sua atuação junto à comunidade LGBTQIA+ atraiu a atenção de grupos conservadores. Após participar da ocupação de um centro de referência LGBT em Fortaleza para cobrar maior atenção das autoridades, Frei Lorrane foi alvo de hostilidades nas redes sociais. Páginas religiosas conservadoras questionaram sua postura e até mesmo seu nome, insinuando que seria feminino demais para um frei. Ele recebeu mensagens de ódio e ameaças, incluindo frases como "Tome cuidado. Muitos já morreram" e "Quero te encontrar para mostrar a verdade. Conhecereis a verdade e a verdade vos libertará". Em entrevista ao jornal O Povo, em janeiro de 2022, Frei Lorrane afirmou: "Quando recebo ataque nas redes, lembro de Jesus", destacando que sua missão é baseada no amor e na inclusão.
Frei Lorrane também tem sido uma voz ativa no combate à desinformação e na defesa da regulação das plataformas digitais. Em 2023, ele participou de eventos e debates sobre o Projeto de Lei das Fake News (PL 2630/2020), que busca responsabilizar empresas de tecnologia pela disseminação de notícias falsas e discursos de ódio. Durante sua ida a Brasília, uniu-se a outras lideranças religiosas, como o pastor Henrique Vieira, para defender a proposta e reforçar que a iniciativa não se trata de censura, mas de um esforço para proteger a democracia e os direitos fundamentais.
Além de seu trabalho pastoral e social, Frei Lorrane também se destaca por suas criações artísticas e culturais. Durante a pandemia de COVID-19, ele e outros frades franciscanos lançaram a paródia Por favor, fica em casa, baseada na música Hino do Galo da Madrugada, imortalizada na voz do cantor Alceu Valença, como forma de conscientizar a população sobre a importância do isolamento social.  Além disso, contribuiu com composições para a Infância e Adolescência Missionária (IAM), como o hino Batizados e Enviados, lançado para celebrar o Mês Missionário Extraordinário instituído pelo Papa Francisco. Outro destaque foi a criação da Freijoada, um evento religioso e cultural promovido na Bahia, que une gastronomia, música e espiritualidade em celebração a Santo Antônio. Em 2023, Frei Lorrane e outros religiosos viralizaram nas redes sociais ao dançarem Macarena para divulgar o evento. Em fevereiro de 2025, após o desabamento do teto da Igreja de São Francisco de Assis, no Pelourinho, denunciou golpes virtuais que solicitavam doações fraudulentas para a suposta reconstrução do templo.

## Experiência com Migrantes
Em 2022, Frei Lorrane viveu no México, na fronteira com a Guatemala, onde teve experiências com migrantes de diversos países latino-americanos, especialmente do Brasil. Muitos desses migrantes estavam fugindo de perseguição política, fome ou buscando melhores condições de vida. No local, ele participou de ações que forneciam abrigo, alimentação e assistência jurídica para que os migrantes pudessem regularizar sua situação no país e, em alguns casos, tentar ingressar nos Estados Unidos de maneira legal.

## Atuação na Comunicação
Como estudante de Jornalismo, Frei Lorrane dedica-se à comunicação sobre fenômenos religiosos, engajando-se na produção de conteúdos e debates que dialogam com a sociedade e promovem a justiça social. Sua presença ativa nas redes sociais reforça sua missão de evangelizar e conscientizar sobre temas contemporâneos, sempre alinhado com os valores franciscanos.

## Compromisso com os Pobres e a Ecologia Integral
Seguindo os princípios da Laudato Si’, encíclica do Papa Francisco sobre o cuidado com a Casa Comum, Frei Lorrane alia sua atuação pastoral à defesa da ecologia integral. Ele promove ações que buscam equilibrar desenvolvimento sustentável e dignidade humana, reforçando a necessidade de um modelo econômico e social que valorize tanto a preservação ambiental quanto a inclusão das populações mais vulneráveis. Seu compromisso com os pobres reflete-se em sua vida religiosa e na busca constante por meios de inclusão e transformação social.